# Нащокин, Воин Васильевич
Во́ин Васи́льевич Нащо́кин (Нащёкин), (1 (12) августа 1742 — 29 ноября (11 декабря) 1806) — крестник императрицы Елизаветы Петровны и императора Петра III, генерал-лейтенант.
Старший сын Василия Александровича Нащокина.

## Биография
Настоящее имя Воина Васильевича — Доримедонт, но отец его Василий Александрович велел звать его Воином. Крещён в придворной церкви Анненгофского дворца. Восприемницей его была сама императрица Елизавета Петровна с племянником её герцогом Голштинским, будущим императором Петром III. При крещении они пожаловали крестнику 500 рублей. Записан в капралы Измайловского полка, на 7-м году жизни в 1749 году. Произведён в прапорщики и получая постепенно чины пожалован в капитаны 1 января 1764 года. Выпущен в армию 30 декабря 1765 года в чине полковника и стал командиром Козловского пехотного полка, а потом Вологодского пехотного полка. С полком находился в Азовском походе (1769), при взятии Бендер (1770), в Крыму при завоевании Кафы (1771). Произведён в генерал-майоры 21 апреля 1773 года. Награждён орденом Святой Анны и чином генерал-поручика 5 мая 1779 года, в 1796 году переименован в генерал-лейтенанты. Находился при войсках в Малороссии (1793). Оставил службу в 1796 году. 

«По восшествии на престол государя Павла I отец мой вышел в отставку, объяснив царю на то причину: «Вы горячи, и я горяч, нам вместе не ужиться». Государь с ним согласился и подарил ему воронежскую деревню.».
— А. С. Пушкин. «Записки П. В. Нащокина, им диктованные в Москве 1830»
Похоронен в селе Шишкино Костромского уезда под алтарём правого придела Преображенской церкви.

## Семья
Жена: Клеопатра Петровна, урождённая Нелидова (1767—20.8.1828), помещица Бобровского уезда, Воронежской губернии.
Сыновья:
- Василий Воинович (1796 — ?) — коллежский секретарь, владелец имения в с. Шишкино Костромской губернии. Супруга — А. Н. Панова
- Павел Воинович (15.12.1801 - 06.11.1854) — поручик, русский меценат, коллекционер. Ближайший друг А. С. Пушкина последних лет.

Дочери:
- Анастасия Воиновна (1787—7.09.1862), супруг — Матвей Алексеевич Окулов, камергер, статский советник, директор 1-й Московской гимназии[5].
- Анна Воиновна — девица.
- Александра Воиновна (?—18.05.1852), супруг — Александр Осипович Статковский, генерал-майор.